# 1911 (فلم)
1911 (بالصينية:辛亥革命)، هو فيلم صيني يتحدث عن ثورة الصينيين ضد الحكم الملكي عام 1911م، أنتج الفيلم من قبل جاكي شان عام 2011م.

## وصلات خارجية
- مقالات تستعمل روابط فنية بلا صلة مع ويكي بيانات